# Бухштаб, Александр Адольфович
Александр Адольфович Бухштаб (4 октября 1905 — 27 февраля 1990) — советский математик, специалист по теории чисел, известен своими трудами в области «методов решета». В 1937 году он доказал теорему, которую впоследствии назвали его фамилией.

## Биография
Александр Бухштаб родился в Ставрополе, в семье городового врача, акушера и гинеколога Абрама Хаскелевича (Адольфа Александровича) Бухштаба (1862, Одесса — ?), выпускника Императорской медико-хирургической академии, и Марии Константиновны (Калмановны) Зарахсон. Учился в Ростовском государственном университете, по его окончании поступил на факультет математики в Московский государственный университет, в 1928 году получил степень доктора философии по математике. Работал в Азербайджанском университете на кафедре алгебры и деканом по физике и математике.
В 1939 году Бухштаб защитил кандидатскую диссертацию под руководством Александра Хинчина, через некоторое время был назначен преподавателем в Московском государственном университете. С началом войны переезжает в Азербайджан для работы преподавателем в Азербайджанском государственном университете. В 1943 году защитил диссертацию по математике в Математическом институте им. В. А. Стеклова. До конца жизни остался преподавателем в Московском педагогическом государственном университете, в котором он обучал студентов, среди них есть двое известных учеников Григорий Фрейман и Илья Пятецкий-Шапиро.

## Семья
Жена — Юдифь Вульфовна (урождённая Тарноградская; 4.ноября 1908, Москва — 1999, там же), дочь доктора медицинских наук, профессора Вульфа Абрамовича Тарноградского (22.08.1885 — 29.09.1944). Дети: Любовь, Юрий.
Двоюродный брат — литературовед Борис Яковлевич Бухштаб.

## Избранные книги
- Бухштаб. А. А. (1937), «Асимптотическая оценка одной общей теоретической теоремы» [Asymptotic estimation of a general number-theoretic function], Математический сборник, 2(44) (6): 1239—1246, Zbl 0018.24504[11]
- Бухштаб А. А. Теория чисел. Учебное пособие. — 3-е изд. — СПб.: Лань, 2008. — 383 с. — (Классическая учебная литература по математике, Лучшие классические учебники, Знание. Уверенность. Успех!). — ISBN 978-5-8114-0847-4.